# 沖縄出光
沖縄出光株式会社（おきなわいでみつ）は、沖縄県で石油製品の販売などを行う出光興産グループの企業である。前身の沖縄石油精製株式会社（おきなわせきゆせいせい）は石油メジャーのガルフ・オイル（現・シェブロン）の傘下で石油精製を行っていた。

## 沿革
- 1970年（昭和45年）1月8日 - ガルフ・オイルの全額出資により資本金1万ドルでガルフ石油精製株式会社を設立。
- 1972年（昭和47年）
  - 4月 - 沖縄石油精製株式会社に社名変更。
  - 5月 - 製油所が操業開始。
  - 6月 - ガルフ・アジアン インベストメント・出光興産・東邦石油・三菱化成工業の合弁会社となる。
- 1980年（昭和55年）
  - 3月 - 平安座島の石油備蓄基地が稼働。
  - 6月 - 出光興産がガルフの株[2]を買収し、同社の100%子会社となる。
- 2003年（平成15年）3月 - 製油所での石油精製を停止。沖縄石油精製株式会社解散。
- 2004年（平成16年）4月1日 - 沖縄石油株式会社設立。
- 2009年（平成21年）- 沖縄石油・沖縄アポロが合併し、沖縄出光株式会社設立。同時に出光興産沖縄支店の業務を譲受・統合。